# لخضر خلفاوي
لخضر خلفاوي من مواليد 10 أغسطس 1971 بلدة مسكيانة، ولاية أم البواقي بشرق الجزائر، صحفي، كاتب مزدوج اللغة، روائي، شاعر، مترجم، مصور فوتوغرافي، رسام، فنان تشكيلي، مفكر عربي من أصول جزائرية. يقيم في باريس.

## مسيرته الصحفية
بدأ تجربته الصحفية في سن مبكّرة وكانت الصحافة المكتوبة تتصدر اهتماماته في السنوات 1989، 1990، 1991، 1992 نُشرت كتاباته في العديد من العناوين الصحفية في العهد الإنفتاح الديمقراطي الجديد في الجزائر آنذاك. من بين هذه الجرائد التي نشر فيها: جريدة الخبر، اليومية الجزائرية، أسبوعية أضواء و«الوحدة»، ثم انضم إلى «الأوراس» الأسبوعية الكائن مقرها بعاصمة الأوراس باتنة، ثم انتقل إلى أسبوعية «الشرق الجزائري» بدار الصحافة بقسنطينة، في 1991-1994، تقلد فيما بعد منصب، رئيس تحرير، مدير النشر لأسبوعية القلاع الوطنية وملحقها الثقافي «الجريدة» بولاية سطيف.
أُضطرّ لاختيار المنفى في فرنسا لأسباب قاهرة متعلقة بمهامه. في عام 1999 كان مؤسسا أساسيا وفاعلا في بعث منظمة جديدة أُطلقَ عليها اسم منظمة الصحفيين الأفارقة في المهجر (JAFE) في باريس وكان أول أمين عام لها، في عام 2000 شارك في كتابة مشتركة مع بعض الصحفيين الأفارقة في إصدار كتاب «كيف تتعامل فرنسا مع اللجوء السياسي: رسالة إلى أمهاتنا الباقيات في الوطن» نشرتها دار" لارماتون" بباريس.

## نشاطه في المنفى
نشط كمحرّر وباحث منذ استقراره في فرنسا بمقر المنظمة الدولية الحقوقية مراسلون بلا حدود من عام 1998 إلى غاية 2001. نشر العديد من المقالات والتحليلات في المجلات الدولية مقرها في لندن كيومية («الزمان» ومجلته «الزمان الجديد» التي تضم نخبة من الكتاب العرب). وعلى غرار ذلك رغم المنفى الاضطراري لم تنقطع مساهماته بالصحف الجزائرية والتونسية منها «الشرق الجزائري» و«المجاهد الاسبوعي» ويومية «الشروق» التونسية والطريق اليمنية. والصحيفة الفرونكوفونية «غري غري الدولية» باريس، التي توقفت بعد صدور كذا من عدد، عمل محررا في مجلة «رؤى» و«مرايا» الباريسيتين متوقفتان.

## من إنجازاته
- في عام 2001 نشر ديوانه الشعري، وهو مجموعة من القصائد التي ترجمها بمفرده من العربية بعنوان «ماجدة، الحب حتى الموت» "Majda, l'amour jusqu'à la mort" بدار الكتاب " maison des écrivains،" باريس.[3]
- في 2008/2009، نشر روايته «الشمس الليلية، والهويات المشوهة» (Sun-Night, les identités mutilées) نشرتها دار النشر "Edilivre"،[5] ليصدر بعد ذلك بنفس الدار ديوان «عُدْ إليْ: سُكرُ الكلمات» (Reviens à moi : l'ivresse des mots)
- في عام 2009. نشر «المُساءُ فَهمُهُ: رسالة مفتوحة إلى الله» (L'incompris: Lettre ouverte à Allah) التي نشرتها دار «لارماتون» في صيف 2014.
- وفي أغسطس 2015 نشر كتاب: «المُتَمرِّدْ وغضبُ الكتابة» (L'insurgé et la fureur d'écrire) عن دار «حصون الكتاب» (éditions Les Sentiers du Livre" "، الإصدار يضم ترجمة لكتاباته الساخرة، في وقت عدم الاستقرار السياسي والحرب الأهلية في الجزائر.
- نشر له في ديسمبر 2017 عن دار ضاد للنشر والتوزيع بمصرالمجموعة الشعرية بعنوان «حالة عصيان وفرار!»، وقد شاركت في الدورة الـ 48 للصالون الدولي للكتاب بالقاهرة  في الفترة الممتدة بين 27 يناير  حتى 10 فبراير 2018. تحتوي المجموعة على قصائد سياسية وجدانية مكونة من 28 نص شعري موزعة على 122 صفحة.[6]
- مؤسس ومدير عام لجريدة “الفيصل الإلكترونية“ الدولية الشاملة والساخرة تصدر بنسختين (الفرنسية والعربية) تاريخ التأسيس والبعث الرسمي يناير 2017.[7][8][9]